# Liste des édifices labellisés « Patrimoine du XXe siècle » du Val-de-Marne
Cet article recense les édifices protégés au titre du Patrimoine du XXe siècle du département du Val-de-Marne, en France.

## Liste
| Monument                                                 | Commune              | Adresse                                                               | Coordonnées                      | Notice         | Protection                           | Date      | Illustration                                             |
| -------------------------------------------------------- | -------------------- | --------------------------------------------------------------------- | -------------------------------- | -------------- | ------------------------------------ | --------- | -------------------------------------------------------- |
| Cokerie Paris-Sud                                        | Alfortville          |                                                                       | 48° 46′ 45″ nord, 2° 25′ 11″ est | « PA94000023 » | Inscrit MH (2011)                    | 2011      | Image manquante Téléverser                               |
| Chapelle Perret                                          | Arcueil              | 52 avenue Laplace 2 avenue Wladimir-Ilitch-Lenine                     | 48° 48′ 33″ nord, 2° 19′ 52″ est | « PA00125470 » | Classé MH (1999)                     | 1999      | Chapelle Perret                                          |
| Gymnase Léopold-Bellan                                   | Bry-sur-Marne        | 67-67bis avenue de Rigny Rue du 26-Août-1944                          | 48° 50′ 48″ nord, 2° 31′ 22″ est | « PA94000022 » | Inscrit MH (2008)                    | 2008      | Gymnase Léopold-Bellan                                   |
| Église Saint-Jean l'Évangéliste de Cachan                | Cachan               | 15 rue de Verdun 24 rue de la Marne                                   | 48° 47′ 31″ nord, 2° 19′ 20″ est | « EA94000001 » |                                      | 2011      | Église Saint-Jean l'Évangéliste de Cachan                |
| Hôtel de ville                                           | Cachan               | 8 rue Camille-Desmoulins                                              | 48° 47′ 37″ nord, 2° 20′ 01″ est | « PA94000015 » | Inscrit MH (2002)                    | 2002      | Hôtel de ville                                           |
| Maison Eyrolles                                          | Cachan               | 28 avenue du Président-Wilson                                         | 48° 47′ 36″ nord, 2° 19′ 50″ est | « PA94000004 » | Inscrit MH (1997)                    | 1997      | Maison Eyrolles                                          |
| Maison de l'architecte Julien Heulot                     | Champigny-sur-Marne  | 108, avenue Marx-Dormoy                                               | 48° 48′ 22″ nord, 2° 31′ 39″ est | « PA94000025 » | Inscrit MH (2013)                    | 2013      | Maison de l'architecte Julien Heulot                     |
| Boulangerie Renult                                       | Choisy-le-Roi        | 9 rue Louise-Michel                                                   | 48° 45′ 57″ nord, 2° 24′ 22″ est | « PA94000019 » | Inscrit MH (2005)                    | 2005      | Image manquante Téléverser                               |
| Cité des Bleuets                                         | Créteil              | 75, 81 rue Chéret                                                     | 48° 48′ 13″ nord, 2° 27′ 32″ est | « EA94000003 » |                                      | 2008      | Image manquante Téléverser                               |
| Cité des Choux-Fleurs                                    | Créteil              | Boulevard Pablo-Picasso                                               | 48° 47′ 10″ nord, 2° 26′ 44″ est | « EA94000002 » |                                      | 2008      | Cité des Choux-Fleurs                                    |
| Église Saint-Paul de-la-Vallée-aux-Renards               | Fresnes              | 19 rue Marc-Sangnier                                                  | 48° 45′ 59″ nord, 2° 19′ 27″ est | « EA94000009 » |                                      |           | Image manquante Téléverser                               |
| Grand ensemble la Peupleraie                             | Fresnes              | Allée Georges-Braque                                                  | 48° 45′ 26″ nord, 2° 18′ 46″ est | « EA94000004 » |                                      | 2008      | Image manquante Téléverser                               |
| Église du Sacré-Cœur                                     | Gentilly             | 111 avenue Paul-Vaillant-Couturier                                    | 48° 48′ 58″ nord, 2° 20′ 11″ est | « PA94000013 » | Inscrit MH (2000)                    | 2000      | Église du Sacré-Cœur                                     |
| Centre-ville d'Ivry-sur-Seine                            | Ivry-sur-Seine       | Place Voltaire                                                        | 48° 48′ 45″ nord, 2° 23′ 05″ est | « EA94000006 » |                                      | 2008      | Image manquante Téléverser                               |
| Cité Maurice-Thorez                                      | Ivry-sur-Seine       | Avenue Georges-Gosnat                                                 | 48° 48′ 51″ nord, 2° 23′ 15″ est | « EA94000005 » |                                      | 2008      | Cité Maurice-Thorez                                      |
| Logements d'Électricité de France                        | Ivry-sur-Seine       | 40-44 boulevard du Colonel-Fabien 22-34 rue des Péniches              | 48° 48′ 52″ nord, 2° 24′ 17″ est | « PA94000017 » | Inscrit MH (2003)                    | 2003      | Logements d'Électricité de France                        |
| Manufacture des œillets                                  | Ivry-sur-Seine       | 29-31 rue Raspail                                                     | 48° 48′ 31″ nord, 2° 23′ 27″ est | « PA94000001 » | Inscrit MH (1996)                    | 1996      | Manufacture des œillets                                  |
| Tour Raspail                                             | Ivry-sur-Seine       | rue Raspail                                                           | 48° 48′ 43″ nord, 2° 23′ 11″ est | « EA94000007 » |                                      | 2008      | Image manquante Téléverser                               |
| Château de Brévannes et Hôpital Émile-Roux               | Limeil-Brévannes     | 1 avenue de Verdun                                                    | 48° 44′ 59″ nord, 2° 28′ 48″ est | « PA00079884 » | Inscrit MH (1980, 2002)              | 1980 2002 | Château de Brévannes et Hôpital Émile-Roux               |
| Cité d'habitations à bon marché du square Dufourmantelle | Maisons-Alfort       | Rue Jean-Jaurès Rue de Rome Avenue de la Liberté Square Gabriel-Fauré | 48° 47′ 22″ nord, 2° 26′ 03″ est | « PA94000021 » | Inscrit MH (2007)                    | 2007      | Cité d'habitations à bon marché du square Dufourmantelle |
| Église Sainte-Agnès                                      | Maisons-Alfort       | 9 avenue du Général-Leclerc Rue Nordling                              | 48° 48′ 55″ nord, 2° 25′ 18″ est | « PA00079888 » | Classé MH (1984)                     | 1984      | Église Sainte-Agnès                                      |
| Groupe scolaire Jules-Ferry                              | Maisons-Alfort       | 216bis-218 rue Jean-Jaurès                                            | 48° 47′ 32″ nord, 2° 26′ 04″ est | « PA94000016 » | Inscrit MH (2002)                    | 2002      | Groupe scolaire Jules-Ferry                              |
| Groupe scolaire Condorcet                                | Maisons-Alfort       | 4 rue de Vénus                                                        | 48° 48′ 32″ nord, 2° 27′ 24″ est | « PA00133018 » | Inscrit MH (1994)                    | 1994      | Groupe scolaire Condorcet                                |
| Usine de la Suze                                         | Maisons-Alfort       | 11-25 avenue du Général-Leclerc                                       | 48° 48′ 55″ nord, 2° 25′ 18″ est | « PA00125473 » | Inscrit MH (1993)                    | 1993      | Usine de la Suze                                         |
| Cinéma Royal Palace                                      | Nogent-sur-Marne     | 165 grande-rue Charles-de-Gaulle                                      | 48° 50′ 18″ nord, 2° 29′ 22″ est | « PA00079923 » | Inscrit MH (1990)                    | 1990      | Cinéma Royal Palace                                      |
| Maison d'Albert Nachbaur                                 | Nogent-sur-Marne     | 3, boulevard de la République                                         | 48° 50′ 16″ nord, 2° 29′ 30″ est | « PA94000026 » | Inscrit MH (2013)                    | 2013      | Maison d'Albert Nachbaur                                 |
| Closerie et villa Falbala                                | Périgny              | Chemin du Moulin                                                      | 48° 41′ 37″ nord, 2° 32′ 56″ est | « PA00079924 » | Classé MH (1998)                     | 1998      | Image manquante Téléverser                               |
| Centre communautaire Hekhal-David                        | Le Perreux-sur-Marne | 173 avenue du Général-de-Gaulle                                       | 48° 50′ 42″ nord, 2° 30′ 04″ est | « EA94000008 » |                                      | 2011      | Image manquante Téléverser                               |
| Église Notre-Dame-de-l'Assomption                        | Rungis               | 2 rue de l'Église                                                     | 48° 44′ 52″ nord, 2° 20′ 57″ est | « PA94000010 » | Inscrit MH (1999)                    | 1999      | Église Notre-Dame-de-l'Assomption                        |
| Église des Saints-Anges-Gardiens                         | Saint-Maurice        | 1 allée Jean-Biguet                                                   | 48° 48′ 57″ nord, 2° 27′ 22″ est | « EA94000010 » |                                      | 2011      | Église des Saints-Anges-Gardiens                         |
| Église Sainte-Colombe                                    | Villejuif            | 23 rue Sainte-Colombe                                                 | 48° 46′ 48″ nord, 2° 21′ 41″ est | « EA94000011 » |                                      | 2011      | Image manquante Téléverser                               |
| Groupe scolaire Karl-Marx                                | Villejuif            | Avenue Karl-Marx                                                      | 48° 47′ 04″ nord, 2° 21′ 36″ est | « PA00079915 » | Inscrit MH (1975) · Classé MH (1996) | 1975 1996 | Image manquante Téléverser                               |
| Stade Karl-Marx                                          | Villejuif            | Avenue Karl-Marx                                                      | 48° 47′ 05″ nord, 2° 21′ 39″ est | « PA00125474 » | Inscrit MH (1993)                    | 1993      | Image manquante Téléverser                               |
| Église Saint-Louis                                       | Vincennes            | 16 rue Fays                                                           | 48° 50′ 53″ nord, 2° 25′ 09″ est | « PA00133019 » | Classé MH (1996)                     | 1996      | Église Saint-Louis                                       |
| Hôtel de ville                                           | Vincennes            | 53bis rue de Fontenay                                                 | 48° 50′ 52″ nord, 2° 26′ 23″ est | « PA94000011 » | Inscrit MH (1999) · Classé MH (2000) | 1999 2000 | Hôtel de ville                                           |
| Synagogue de Vincennes                                   | Vincennes            | 30 rue Céline-Robert                                                  | 48° 50′ 52″ nord, 2° 25′ 11″ est | « EA94000012 » |                                      | 2011      | Synagogue de Vincennes                                   |
| Église Notre-Dame-de-Nazareth                            | Vitry-sur-Seine      | 109 rue Julian-Grimau                                                 | 48° 46′ 37″ nord, 2° 22′ 38″ est | « EA94000013 » |                                      | 2011      | Image manquante Téléverser                               |